# David de Mingrélie
David de Mingrélie (géorgien : დავით დადიანი; 23 janvier 1813 – 30 août 1853), de la maison  Dadian, est Prince de Mingrélie, en Géorgie occidentale de 1846 jusqu'à sa mort en 1853. Fils de Léon V Dadiani, il devient  de facto souverain de  Mingrélie lorsque son père se retire en  1840. Comme son père, David règne comme souverain autonome de l'Empire russe et sert comme major-général de l'armée impériale russe. David fait de grands efforts afin de moderniser le gouvernement de la Mingrélie, son économie et l'éducation. Les autorités russes, soulignent le mécontentement des Mingréliens face aux mesures sévères prises par le Dadiani, qui tentent, mais ne réussissent pas le contraindre à  démissionner de sa fonction. David meurt de la  malaria à l'âge de 40 ans.

## Union et postérité
David, encore enfant est fiancé à Darejan, une fille du prince Svan  Tsiok Dadeshkeliani, mais, en 1835, David rompt cet engagement et arrange le mariage de Darejan avec un noble de Kakheti David Abkhazi, accordant à son ex fiancée une pension de 150 chervonets. En 1839, David épouse le  princesse Ekaterine, une fille du général et poète  Alexandre Chavchavadzé (en). Les noces sont célébrées dans Église Saint-Georges-de-Kachvéti à Tiflis le 15 mai 1839.
David et Ekaterine ont sept enfants dont : Maria (1840–1842), Nina (1841–1848), et Léon (1842–1844)  pré-décès. Le couple laisse donc quatre enfants survivants:
- Nicolas/Niko (1847–1903), Major-Général, et dernier prince de Mingrélie ;
- Salomé Dadiani (1848–1913), marié le 13 mai 1868 au palais des Tuileries au prince Achille Murat (1847–1895) fils de Lucien Murat, second fils de Joachim Murat et de Caroline Bonaparte ;
- Andria Dadiani (1850–1910), lieutenant-général ;
- Tamar (1853–1859).